# Astragalus lagopoides
Astragalus lagopoides är en ärtväxtart som beskrevs av Jean-Baptiste de Lamarck. Astragalus lagopoides ingår i släktet vedlar, och familjen ärtväxter. Inga underarter finns listade i Catalogue of Life.